# Salomon Wininger
Pour les articles homonymes, voir Wininger.
Salomon Wininger (1877, Gura Humorului, Bukovine-1968, Ramat Gan, Israël) est un biographe juif autrichien.
Avant la Première Guerre mondiale, il habite à Chernivtsi et pendant la Seconde Guerre mondiale il vit à Vienne, où il commence à écrire la biographie d'environ 18 000 personnes juives célèbres.

## Œuvres
- (de) Große Jüdische National-Biographie, 1925-1936
- (de) Gura Humora: Geschichte einer Kleinstadt in der Sudbukovina